# チャマダラセセリ
チャマダラセセリ（茶斑挵、 Pyrgus maculatus）は、チョウ目（鱗翅目）セセリチョウ上科セセリチョウ科に属するチョウの一種。

## 概要
茶褐色～黒色の小型のセセリチョウ。前翅先端は鋭角的で、とくに雄ではそこに香鱗を持ち先端が反りかえる。前翅中央部と、細かい毛が生えた翅外縁には白斑が多く付き、斑模様となる。この白斑は春型で顕著となり、2回目以降発生個体では薄くなる。触角はセセリチョウでは一般的なかぎ状だが、先端は鋭角的にならない。
幼虫の食草はバラ科のミツバツチグリ・キジムシロなど。越冬態は蛹。成虫は4～8月にかけて年2回の発生だが、北海道では初夏に1回だけ、暖地では3回発生し9月ごろまでいる。山地草原や耕作地などを棲みかとし、あまり活発には飛ばないでよくとまる。花のほか湿地や汚物にも来る。

## 分布
北海道道東内陸部、本州の青森県から岐阜県にかけて（秋田県では絶滅）、および四国（香川県を除く3県）。分布地はとびとびでつながらない部分もある。
国外ではロシア極東、中国大陸、ミャンマー、朝鮮半島。

## 保全状況評価
チャマダラセセリ北海道・本州亜種Pyrgus maculatus maculatus
チャマダラセセリ四国亜種Pyrgus maculatus shikokuensis
- 絶滅危惧IB類 (EN)（環境省レッドリスト）

2012年の環境省レッドリストでは絶滅危惧IB類と評価された。